# Фицпатрик, Шейла
Ше́йла Фицпа́трик (англ. Sheila Fitzpatrick, род. 4 июня 1941, Мельбурн) — австралийский и американский историк-советолог. Доктор (1969), заслуженный профессор Чикагского университета. Член Американской академии наук и искусств, Австралийской академии гуманитарных наук. В 2002 году отмечена Distinguished Achievement Award Фонда Эндрю Меллона (Andrew W. Mellon Foundation).

## Биография
В 1961 году окончила Университет Мельбурна со степенью бакалавра. Продолжила образование в Оксфордском университете, где в 1969 году получила докторскую степень.
Преподавала в Университете Мельбурна (1962—1964), Университете Бирмингема (1971—1972), Техасском университете в Остине (1973—1974), Университете св. Иоанна в Нью-Йорке (1974—1975), Колумбийском университете (1975—1980), Техасском университете в Остине (1980—1990).
С 1990 года профессор Чикагского университета, ныне заслуженный сервис-профессор имени Бернадотт Е. Шмитт (англ. Bernadotte E. Schmitt Distinguished Service Professor).
Почетный профессор Сиднейского университета. Экс-президент Американской ассоциации славянских и восточноевропейских исследований. 
Специалист по истории СССР. Основные работы посвящены повседневной жизни рядовых советских граждан в сталинский период.
В 1987 году получила стипендию Гуггенхайма.

### Книги
- The Commissariat of Enlightenment. Soviet Organization of Education and the Arts under Lunacharsky, 1917—1921/ Oxford University Press, 1970.
- (ред.) Cultural Revolution in Russia, 1928—1931. Indiana University Press, 1978.
- Education and Social Mobility in the Soviet Union, 1921—1932. Cambridge University Press, 1979.
- The Russian Revolution. Oxford University Press, 1st ed., 1982/3; 2nd revised ed. 1994; 3rd revised ed. 2007.
  - русск. пер.: Русская революция. — М.: Издательство Института Гайдара, 2018. — 320 с. ISBN 978-5-93255-507-1.
- The Cultural Front. Power and Culture in Revolutionary Russia. Cornell University Press, 1992.
- Stalin’s Peasants: Resistance and Survival in the Russian Village after Collectivization. Oxford University Press, 1994.
  - русск. пер.: Сталинские крестьяне. Социальная история Советской России в 30-е годы. Деревня. — М.: РОССПЭН, 2001 (2-е изд., 2008).
- (ред. с Robert Gellately). Accusatory Practices: Denunciation in Modern European History, 1789—1989. University of Chicago Press, 1997.
- Everyday Stalinism: Ordinary Life in Extraordinary Times: Soviet Russia in the 1930s. Oxford University Press, 1999.
  - русск. пер.: Повседневный сталинизм. Социальная история Советской России в 30-е годы. Город. — М.: РОССПЭН, 2001 (2-е изд., 2008).
- (ред. с Юрием Слёзкиным). In the Shadow of Revolution: Life Stories of Russian Women from 1917 to the Second World War. Princeton, 2000.
- (ред.) Stalinism: New Directions. Routledge, 2000.
- Tear off the Masks! Identity and Imposture in Twentieth-Century Russia. Princeton University Press, 2005.
- Political Tourists: Travellers from Australia to the Soviet Union in the 1920s—1940s. Eds. Sheila Fitzpatrick and Carolyn Rasmussen. Melbourne University Press, 2008. ISBN 0-522-85530-X.
- On Stalin’s Team: The Years of Living Dangerously in Soviet Politics. Princeton University Press, 2015.

На русском
- Срывайте маски! Идентичность и самозванство в России XX века. — М.: РОССПЭН, 2011. — 373 с. — (История сталинизма) — ISBN 978-5-8243-1413-7.
- О команде Сталина: годы опасной жизни в советской политике. / Перевод Е. Варгиной; под научной редакцией О. Эдельман. — М.: Издательство Института Гайдара, 2021. — 528 с.: илл. — ISBN 978-5-93255-602-3.
- Шейла Фицпатрик. Кратчайшая история Советского Союза = Sheila Fitzpatrick. The Shortest History of the Soviet Union. — М.: Альпина нон-фикшн, 2023. — С. 336. — ISBN 978-5-00139-820-2.

### Статьи
- Vengeance and Ressentiment in the Russian Revolution // French Historical Studies format. 24:4 (2001).
- Politics as Practice: Thoughts on a New Soviet Political History // Kritika. 5:1 (2004).
- Happiness and Toska: A Study of Emotions in 1930s Russia // Australian Journal of Politics and History. 50:3 (2004).
- Social Parasites: How Tramps, Idle Youth, and Busy Entrepreneurs Impeded the Soviet March to Communism // Cahiers du monde russe et soviétique. 47:1-2 (2006).
- The Soviet Union in the 21st Century // Journal of European Studies. 37:1 (2007).
- Классы и проблемы классовой принадлежности в Советской России 20-х годов.